# Ariosoma scheelei
Ariosoma scheelei är en fiskart som först beskrevs av Strömman, 1896.  Ariosoma scheelei ingår i släktet Ariosoma och familjen havsålar. Inga underarter finns listade i Catalogue of Life.